# When a Stranger Calls Back
When a Stranger Calls Back es una película de terror psicológico 1993 hecha para la televisión dirigida por Fred Walton. Es la secuela del clásico de 1979 Llama un extraño.

## Argumento
La película comienza cuando Julia Jenz (Jill Schoelen) llega a la casa del Dr. Schifrin para hacer un trabajo de niñera. Poco después que el Dr. Schifrin se va, un misterioso hombre llama a la puerta. El hombre le dice a Julia que su auto está descompuesto y le pide poder entrar para usar el teléfono. Julia se niega, pero está de acuerdo en llamar a un club de automovilistas.
El teléfono está muerto. Teniendo miedo a divulgar que el teléfono no funciona, Julia le miente y  le dice ya llamó al serivcio de automóviles. Por supuesto, este nunca llega, por lo que el hombre regresa continuamente. Con la esperanza de que se vaya, Julia sigue mintiendo, pero las conversaciones se vuelven cada vez más siniestras. Mientras tanto, en la casa, Julia se da cuenta vagamente que las cosas están cambiando de lugar. Es obvio que alguien se está moviendo dentro y fuera de la casa. En ese momento Julia descubre que los niños han sido secuestrados. El intruso, finalmente, viene tras ella y Julia se escapa por poco. Nunca se reveló qué fue de los niños que Julia cuidaba.
Cinco años más tarde, Julia es una estudiante universitaria, introvertida y todavía traumatizada por el incidente. Para empeorar las cosas, cosas extrañas están sucediendo de vez en cuando en su apartamento, y Julia cree que el intruso esta una vez más acechándola. Jill Johnson (Carol Kane), ahora una consejera, y John Clifford (Charles Durning) van a ayudar a Julia. Después de haber pasado por una situación similar años antes, Jill y John reacios a investigar y eventualmente rastrear al acosador en un final sorprendente que gira en torno a quién es y cómo aparentemente puede "desaparecer" de la vista.